# 再創世紀
《再創世紀》（英語：Another Era），香港電視廣播有限公司、愛奇藝與中國廣播影視出版社合作拍攝製作的時裝商戰電視劇；由郭晉安、周勵淇、林文龍、楊怡、鍾嘉欣、袁偉豪、周柏豪及鄧佩儀領銜主演，由王振、余芷慧、潘志文、胡楓、湯洛雯、林嘉華及陳自瑤聯合演出，並由李婉華及郭少芸特別演出，監製關樹明，出品人彭健明、龔宇、杜之克和王衛平。
此劇為《创世纪系列》第三辑，并为2018無綫節目巡禮13部劇集之一及2018香港國際影視展17部推介劇集之一。曾為2018年TVB Amazing Summer推介劇集之一，但因審批問題延播。
2018年8月，《再創世紀》在中國北京舉行發佈會，宣佈完成審查。 劇集的34集版本將於8月29日在中國大陸網絡平台愛奇藝上架，8月30日於央視電視劇頻道CCTV-8播出。劇集的36集版本將於9月10日同步在翡翠台和愛奇藝首播。

## 播出時間

### 首播
| 频道                     | 所在地               | 播映/上架日期 | 播出時間                                      |
| ------------------------ | -------------------- | ------------- | --------------------------------------------- |
| 央视八套                 | 中華人民共和國       | 2018年8月30日 | 每晚19:30-22:30                               |
| 愛奇藝                   | 全世界(除限制觀看區) | 2018年8月29日 | 星期一至五21:30                               |
| 翡翠台                   | 香港                 | 2018年9月10日 | 星期一至五 21:30                              |
| 新時代2高清台 （FTV2HD） | 加拿大               | 2018年9月10日 | 星期一至五，（溫哥華）17:30，（多倫多） 22:30 |
| Astro AOD                | 馬來西亞             | 2018年9月10日 | 星期一至五 21:30                              |
| SCTV9                    | 越南                 | 2018年9月10日 | 星期一至五 21:30                              |
| HUB戲劇首選              | 新加坡               | 2018年9月10日 | 星期一至五 21:30                              |

## 演員表

### 賀家
| 演員   | 角色   | 暱稱／關係 | 國語配音 |
| 郭晉安 | 賀天生 | Leo 季生集團董事局主席／傲堂集團股東及董事 為人囂张，自大狂 章明晞之情人，後為其夫，最後反目並被其出賣 卓啟堂、方松蔭、高哲、方澤雨之天敵 卓定垚之好友，並利用其，後反目並成為天敵 與萬學禮互相利用 向卓啟堂下藥導致他心臟病復發 於1979年為住上公屋而阻止母親救火並火上澆油令馬仔坑火災燒掉村屋 於第3集與章明晞合謀欲吞掉整個天蔭集團，後因卓啟堂出手相助而失敗，並間接害死方孝聰，但最後得到天蔭中心 於第30集因被卓啟堂陷害進行內幕交易而入獄，並辭任季生主席 於第32集出獄 於第33集故意令卓啟堂情緒激動導致心臟病發死亡 於第34集因懷疑方澤雨與章明晞有染而買兇殺害方澤雨 於第36集因章明晞與卓定垚串通，被引出承認買兇殺害方澤雨，並被章明晞錄音及報警，最終患上腦退化症及逃到布拉格，被卓定垚辱罵後仍執迷不悔，后被国际刑警逮捕                                    |          |
| 楊怡   | 章明晞 | Hayley、明晞（方松蔭專稱） 曦倫集團董事局主席 章海泉之女，與其不和 賀天生之紅顏知己，後為其妻，最後反目並出賣他 方松蔭之乾女，後出賣他並反目 利用方澤雨 鍾思琪之情敵 張智健之前女友，並利用其協助收購金水村 卓定垚之好友，並利用其，後反目並成為天敵，最後和好 於第3集與賀天生合謀欲吞掉整個天蔭集團，後因卓啟堂出手相助而失敗，並間接害死方孝聰，最後得到天蔭中心 於第4集向方松蔭透露曾被方孝聰侮辱 於第5集與賀天生的婚禮上被方松蔭侮辱 於第24集懷孕，第26集流產 於第28集成為季生集團主席 於第29集成為天蔭董事局成員 於第36集串通卓定垚出賣贺天生并成為季生集團唯一掌權人 於第36集成為香港華貿商會首位女主席（只限原版） 於第36集被控於大嶼山發電項目中使用虛假環評報告，被裁定行賄及串謀使用虛假文書，最終被判入獄3年，罰款15萬港元（只限內地版，並僅以文字交代） |          |

### 卓家
| 演員   | 角色   | 暱稱／關係                                                                           | 國語配音 |
| 陳少邦 | 卓定鑫 | Gordon 傲堂集團董事局成員 卓啟堂之長子 卓定淼、卓定垚之兄 於第6集與卓定淼車禍身亡    |          |
| 楊鴻俊 | 卓定淼 | Melvin 卓啟堂之幼子 傲堂集團董事局成員 卓定鑫之弟 卓定垚之兄 於第6集與卓定鑫車禍身亡 |          |

### 方家
- 于第34集全家灭门

| 演員   | 角色   | 暱稱／關係 | 國語配音 |
| 胡楓   | 方松蔭 | 方老爺 首富 天蔭集團董事局主席 方孝聰之父，一直不滿其花天酒地的生活 方澤雨之祖父 賀天生之天敵 章明晞之乾爹，後被她出賣並反目 於第5集到章明晞與賀天生的婚禮上侮辱章明晞 於第30集因病離世 | 刘印生   |
| 黃子雄 | 方孝聰 | Paul少 富二代，有濫藥及濫交的習慣，過一些花天酒地的生活，一事無成 方松蔭之子 方澤雨之父 於第2集投資累計期權虧本一百億 於第3集因玩SM性虐戀和吸毒，導致馬上風而死 |          |
| 袁偉豪 | 方澤雨 | Walter 富三代 方孝聰之子 方松蔭之孫 賀天生之天敵 被章明晞利用，後反目 程凱之好友兼情敵，後反目，最後和好 朱小慧之好友，後反目，最後和好 卓定垚之男友，於第6集分手，於第13集復合，後於第18集再分手，後於第34集再復合並向卓定垚求婚 於第17集舉行初創比賽 於第20集因智能家居項目與程凱反目 於第26至28集被謝安東利用招搖撞騙，但其後識穿騙局 於第30集成為天蔭集團主席 於第34集因賀天生懷疑與其妻章明晞有染而被前者買兇殺害致死 于第36集以程凯制造出的机器人的身份再度与程凯和朱小慧见面 | 林朗钧   |

### 萬家
| 演員   | 角色   | 暱稱／關係                                                                  | 國語配音 |
| 林嘉華 | 萬學禮 | Martin 屈奇頓集團亞太區總裁 萬敬賢之父，與其不和，最后和好 與賀天生互相利用 |          |
| 王振   | 萬敬賢 | Kingston 學賢社創辦人 富二代 萬學禮之子，與其不和，最后和好 於第12集登場    |          |

### 季生集團
| 演員   | 角色   | |
| 楊怡   | 章明晞 | Hayley 曦倫集團董事局主席 章海泉之女，與其不和 賀天生之紅顏知己，後為其妻，最後反目並出賣他 方松蔭之乾女，後出賣他並反目 利用方澤雨 鍾思琪之情敵 張智健之前女友，並利用其協助收購金水村 卓定垚之好友，並利用其，後反目並成為天敵，最後和好 於第28集成為季生集團主席 於第29集成為天蔭董事局成員 於第36集串通卓定垚出賣贺天生并成為季生集團唯一掌權人 於第36集成為香港華貿商會首位女主席（只限原版） 於第36集被控於大嶼山發電項目中使用虛假環評報告，被裁定行賄及串謀使用虛假文書，最終被判入獄3年，罰款15萬港元（只限內地版，並僅以文字交代） |
| 陳自瑤 | 鍾思琪 | Ada 屈奇頓集團職員→季生集團公關經理 勾引賀天生 章明晞之情敵 於第3集登場 於第28集成為董事局成員 於第36集被辭退 |
| 李啟傑 | 郭志昌 | Sean 方孝聰之助手，後為賀天生之助手 |
| 湯洛雯 | 阮令翹 | Alice 銀行職員→章明晞之秘書 程凱之女友，後因價值觀而分手 朱小慧之好友 於第6集登場 |

### 傲堂集團
| 演員   | 角色   | 暱稱／關係                                                                          | 國語配音 |
| 鄧英敏 | 唐永成 | 董事局副主席 欲爭奪主席之位                                                         |          |
| 煒烈   | 陸一山 | 香港四大富豪之一 股東                                                               |          |
| 蔚雨芯 | 麥嘉菲 | Kelly 地產部經理 於第9集登場                                                        |          |
| 楊埕   | 王子琳 | Lydia 內地發展部秘書，後為卓定垚秘書 內地富豪王駿女兒，被父親安排到香港工作歷練人生 |          |
| 黎振燁 | 傅建業 | 原為運輸公司工人領袖，後為卓定垚助手 於第11集登場                                   |          |
| 李忠希 | 彭世岳 | 阿岳 卓啟堂之助手                                                                   |          |

### 天蔭集團
| 演員   | 角色   | 暱稱／關係                                                           | 國語配音 |
| 李楓   | 李佳蓉 | 蓉姨 董事 一直想拉攏自己人加入董事局，于第30集被方澤雨發現後被其趕走 |          |
| 江嘉俊 | 阿偉   | 財務總監                                                             |          |
| 陳榮峻 | 關永祥 | 方松蔭之助手                                                         |          |
| 李啟傑 | 郭志昌 | Sean 方孝聰之助手                                                    |          |
| 黃根鳴 | 江經理 | 天蔭集團國內公司經理                                                 |          |

### NOVOPUS
| 演員   | 角色   | 暱稱／關係 | 國語配音 |
| 周柏豪 | 程凱   | 創業青年／NOVOPUS創辦人 為人爱发白日梦，不求上进 程玉萍之弟 阮令翹之男友，後因價值觀而分手 朱小慧之好友兼暗戀對象 卓定垚之好友，並暗戀其 方澤雨之好友兼情敵，後反目，最後和好 喬永廉之好友 於第17集曾以「隨身師傅」勝出天蔭集團舉辦的初創比賽 於第23集因智能家居項目與方澤雨反目 於第28集與季生集團就超級電池項目簽約，但因卓定垚施計令季生集團取消合作 於第33集與高哲簽約 於第36集聽從卓定垚建議，推出超級電池計劃，間接令賀天生“摧毀整個金融市場”謀取暴利的奸計落空，最后制造出个方泽雨来庆祝其生日 | 赵世浩   |
| 鄧佩儀 | 朱小慧 | 小慧 NOVOPUS員工 程凱之好友，並暗戀其 方澤雨之好友，後反目，最后和好 阮令翹、喬永廉之好友 | 黄秋实   |
| 丁子朗 | 喬永廉 | 阿Q 克網成員／NOVOPUS員工 程凱、朱小慧之好友，並監視他們 高哲之助手 於第15集登場 |          |

### 其他演員
| 演員     | 角色   | 暱稱／關係 | 國語配音 |
| 林文龍   | 高哲   | Duncan 才智過人，為天生投資奇才／迷債設計者／私募基金代理人／克網創辦人／彼列亞太地區代表 賀天生之天敵 卓啟堂原下屬，後反目 與卓定垚先敵後友 鄭思妤之男友，後分手 於第3集因為迷債害鄭思妤的父母自殺，設計迷債的事情亦被賀天生暗中揭發而惡名遠播，幫助方家脫難後對金融心灰意冷而銷聲匿跡並繼續尋找鄭思妤 傲堂證券投資主管，於第3集辭職 於第7集加入彼列基金 於第8集代表彼列基金加入傲堂集團董事局 於第9集設計令麥嘉菲成為傲堂集團地產部經理 於第19集推薦傲堂集團發展能源事業 於第20集促使彼列基金投資生態村 於第34集為阻止生態村上市而揭發彼列基金高層洗黑錢 於第36集辭任傲堂集團董事局，回溫哥華与鄭思妤復合，臨行前將賀天生匿藏的地址交予卓定垚 | 张艺     |
| 鍾嘉欣   | 鄭思妤 | Janice 卡皮蘭諾吊橋公園導賞員，於第3集辭職 環保團體人士／溫哥華生態村計劃推手 傲堂集團前實習生，為高哲之下屬 高哲之女友，後分手，於第35集復合 Karen之好友 於第3集得知高哲設計迷債而害死父母，而與其分手，之後賣掉自己的房子，下落不明 於第8集交代於Karen的公司工作 於第27集因工作的環保公司面臨倒閉而向高哲求助，繼而引起彼列基金投資生態村並計劃上市 於第28集得知高哲和Karen早已相識，並向高哲表示兩人應忘記過去並要重新出發 於第34集發現彼列基金要把生態村上市而痛斥高哲，後化解誤會 (特別演出第:1-4,7,10,12-13,16,20,22,25-28,32-36集) | 宋双佳   |
| 余芷慧   | 曲端兒 | 内地交換生 烹飪網紅 暗戀方澤雨 曾以「隨身媽媽」參與天蔭集團舉辦的初創比賽，但落敗 於第11集登場 於第26集認識謝安東及搭檔，合作烹飪應用程式，但實為謝安東和搭檔的騙局 |          |
| 李婉華   | Karen  | 鄭思妤同事，實為高哲安排照顧 於第8集登場 於第28集不小心向鄭思妤透露其和高哲早已認識兼一直在暗中幫助她 |          |
| 郭少芸   | 林君珵 | KC、Kay Chun 彼列高層 於第1集向賀天生及章明晞暗示美國的次貸問題會影響天蔭集團 |          |
| 楊潮凱   | 潘力晨 | Sun 克網成員 高哲之助手 於第29集被賀天生買兇殺死 |          |
| 張達倫   | 張智健 | 咖啡店老闆 章明晞之前男友 金水村原居民 於第5集被章明晞利用以解決大角咀收購項目的阻礙 於第19集被章明晞利用以收購金水村非原居民業權 於第22集與章明晞反目 |          |
| 林師傑   | 詹兆齊 | 富三代 經常取笑賀天生 於第20集登場 於第26集被賀天生安排手下打至殘廢 於第30集因賀天生設計而被迫出售詹氏大廈 於第33集受卓啟堂指示向證監局舉報賀天生 |          |
| 譚偉權   | 謝安東 | 騙子 別名趙一松 於第26集登场 於第26至28集以方澤雨之名招搖撞騙，後於第28集被方澤雨識穿及被捕 |          |
| 馬海倫   |        | |          |
| 吳家樂   |        | |          |
| 李成昌   | 章海泉 | 章明晞之父，與其不和 於第18集登場 於第25集因癌症病逝 |          |
| 楊卓娜   | 程玉萍 | 程凱之姊 王國添之妻 |          |
| 林敬剛   | 王國添 | 程玉萍之夫 程凱之姐夫 |          |
| 潘梓鋒   |        | 主持 |          |
| 張國雄   |        | 證券行客戶 |          |
| 關偉倫   | 高榮亨 | 香港四大富豪之一 |          |
| 盧偉文   | 外賣仔 | 街坊／迷你債券苦主 |          |
| 鄭家生   | 芥蘭強 | 街坊／迷你債券苦主 |          |
| 羅欣羚   | 菠菜蓮 | 街坊／迷你債券苦主 |          |
| 黎日楠   |        | 街坊／迷你債券苦主 |          |
| 鄭玉儀   |        | 街坊／迷你債券苦主 |          |
| 尹詩沛   | 鄧麗瞳 | Lily 989食品集團大小姐 富二代 卓定垚之好友，後反目，最後和好 於第1集登場 於第9集因未婚夫Jeff Wong被卓定垚辭退而反目 於第18集加入傲堂集團董事局 |          |
| 鄧永健   |        | 司儀 |          |
| 羅泳嫻   |        | 司儀 |          |
| 關浩揚   |        | 記者 |          |
| 楊嘉欣   |        | 記者 |          |
| 劉桂芳   |        | 上流太太 |          |
| 蘇麗明   |        | 上流太太 |          |
| 王華盛   |        | 餐廳經理 |          |
| 明德豐   | 水哥   | 水喉佬 地產行老闆 |          |
| 杜大偉   |        | 新聞主播 |          |
| 張雪瑩   |        | 新聞主播 |          |
| 歐陽燕萍 |        | 清潔大姐 |          |
| 甄懋強   |        | 醫生 |          |
| 曾玉娟   |        | 街坊／迷你債券苦主 |          |
| 冼灝英   | 朱力威 | 朱小慧之父 迷你債券苦主 |          |
| 陳志健   | 盧啟南 | 南哥 街坊／迷你債券苦主 |          |
| 鄺國生   |        | 迷你債券經紀 |          |
| 陳貝兒   | 曾依寧 | 新聞主播 |          |
| 張帆     | 妤父   | 鄭思妤之父母 迷你債券苦主 於第3集因迷你債券投資失敗自殺 |          |
| 吳香倫   | 妤母   | 鄭思妤之父母 迷你債券苦主 於第3集因迷你債券投資失敗自殺 |          |
| 石浩東   |        | 新聞主播 |          |
| 李子明   |        | 市民 |          |
| 廖思略   |        | 市民 |          |
| 李旻芳   |        | 財經評論員 |          |
| 鄭詠謙   |        | 財經評論員 |          |
| 彭美嫦   | 張婆婆 | 街坊／迷你債券苦主 |          |
| 鄭恕峰   | 輝哥   | |          |
| 蔡國慶   |        | 金水村村長 |          |
| 丁羽     | 黎董   | （第18集） |          |
| 湯俊明   |        | |          |
| 陳嘉嘉   |        | |          |
| 張智軒   |        | 賀天生之代表律師 |          |
| 李嘉     | 張志光 | |          |
| 楊證樺   | 陳家榮 | |          |
| 岑杏賢   | Grace  | 張智健之妻 |          |
| 鄭世豪   |        | |          |
| 陳狄克   |        | |          |
| 張韋怡   |        | |          |
| 李煌生   |        | |          |
| 張國洪   |        | |          |
| 方紹聰   |        | |          |
| 陳奕名   |        | |          |
| 卞江     |        | |          |
| 黃愛晶   |        | |          |
| 寧煒     |        | |          |
| 鄧嘉傑   |        | |          |
| 布偉傑   |        | 國際刑警 |          |

## 劇情牽涉到的社會議題
雖然劇情與現實社會議題沒有直接關係，但劇中不少情節都是根據現實中發生過的新聞事件加以改編。
- 第2－5集：雷曼兄弟迷你債券事件
- 第8集：英國脫歐
- 第9集：朗豪坊電梯意外
- 第10集：取消電動車首次登記稅

## 收視率

### CCTV-8首播收视率
| 中国 中央电视台电视剧频道 首播收视率 |               |             |             |             |           |           |           |                                                                           |
| 集數                                 | 播出日期      | CSM52城市网 | CSM52城市网 | CSM52城市网 | CSM全国网 | CSM全国网 | CSM全国网 | 備註                                                                      |
| 集數                                 | 播出日期      | 收視率      | 收視份額    | 排名        | 收視率    | 收視份額  | 排名      | 備註                                                                      |
| 1-3                                  | 2018年8月30日 | 0.379       | 1.493       | 10          | 0.53      | 2.17      | 9         | 本日全國網收視按份額排名                                                  |
| 4-6                                  | 2018年8月31日 | 0.361       | 1.399       | 8           | 0.5       | 2.03      | 4         | CCTV-1《最美的青春》完結                                                  |
| 7-9                                  | 2018年9月1日  | 0.337       | 1.218       | 6           | 0.45      | 1.67      | 3         |                                                                           |
| 10-11                                | 2018年9月2日  | 0.301       | 1.092       | 9           | 0.42      | 1.58      | 3         | 《劇說很好看》全國網收視0.23，份額1.31                                    |
| 12-14                                | 2018年9月3日  | 0.342       | 1.419       | 11          | 0.47      | 2.13      | 5         | CCTV-1《远方的家》、湖南《鬥破蒼穹》開播                                  |
| 15-17                                | 2018年9月4日  | 0.319       | 1.341       | 12          | 0.47      | 2.08      | 5         | 江苏《香蜜沉沉燼如霜》、北京《那些年，我们正年轻》完結                    |
| 18-20                                | 2018年9月5日  | 0.319       | 1.355       | 14          | 0.4       | 1.81      | 7         | 江苏、北京《娘道》開播 浙江《獵毒人》精编版完結，周播劇場時段改播綜藝節目 |
| 21-23                                | 2018年9月6日  | 0.346       | 1.476       | 11          | 0.53      | 2.34      | 5         |                                                                           |
| 24-26                                | 2018年9月7日  | 0.356       | 1.411       | 8           | 0.53      | 2.2       | 5         |                                                                           |
| 27-29                                | 2018年9月8日  | 0.443       | 1.806       | 7           | 0.67      | 2.78      | 2         |                                                                           |
| 30-32                                | 2018年9月9日  | 0.429       | 1.752       | 8           | 0.68      | 2.97      | 2         |                                                                           |
| 33-34                                | 2018年9月10日 | 0.388       | 1.506       | 10          | 0.58      | 2.32      | 3         |                                                                           |
| 平均收視                             | 平均收視      | 0.361       | 1.45        | 不適用      |           |           | 不適用    |                                                                           |

1. 同时段或交叉时段主要节目：
  - CCTV-1：《最美的青春》／《远方的家》
  - 湖南：
    - 金鹰独播剧场：《天盛長歌》
    - 青春进行时：《鬥破蒼穹》

  - 東方：
    - 東方剧场：《月嫂先生》
    - “心动80分”周播剧场：《武动乾坤之英雄出少年》

  - 北京：《那些年，我们正年轻》／《娘道》
  - 浙江：《月嫂先生》
  - 江苏：《香蜜沉沉燼如霜》／《娘道》
2. 数据由广视索福瑞提供，调查范围为四岁以上之观众。
3. 以上收视排名包括央视在内。
4. 收視最低的集數以藍色表示，收視最高的集數以紅色表示
5. 资料来源：卫视这些事儿、TV未知数

### 翡翠台首播收视率

#### 香港
本劇於香港無綫電視翡翠台及myTV SUPER7日跨平台總收視之紀錄：
| 週次 | 集數   | 日期                      | 收視率 | 備註                                      |
| 1    | 1－5   | 2018年9月10日 - 9月14日   | 22點   | 星期一至五總收視22.1點                    |
| 2    | 6－10  | 2018年9月17日 - 9月21日   | 22點   | 星期一至五總收視22.1點                    |
| 3    | 11－15 | 2018年9月24日 - 9月28日   | 20點   | 星期一至五總收視19.7點                    |
| 4    | 16－20 | 2018年10月1日 - 10月5日   | 22點   | 星期一至五總收視22.1點                    |
| 5    | 21－25 | 2018年10月8日 - 10月12日  | 21點   | 星期一至五總收視21.3點                    |
| 6    | 26－29 | 2018年10月16日 - 10月19日 | 23點   | 星期二至五總收視23點                      |
| 7    | 30－36 | 2018年10月22日 - 10月28日 | 23點   | 星期一至五總收視22.4點 星期日總收視22.6點 |
| 全劇 | 全劇   | 全劇                      | 22點   | 平均收視21.83點                           |

#### 广州
本劇於香港無綫電視翡翠台在广州同步播放收視之紀錄：
| 週次 | 集數   | 日期                      | CSM省网收视 | CSM市网收视 | 双网合计 | 收视份额 | 电视剧周排名 |
| 1    | 1－5   | 2018年9月10日 - 9月14日   | 2.14        | 1.75        | 3.89     | 14.91%   | 2            |
| 2    | 6－10  | 2018年9月17日 - 9月21日   | 2.37        | 1.61        | 3.98     | 15.19%   | 2            |
| 3    | 11－15 | 2018年9月24日 - 9月28日   |             |             |          |          |              |
| 4    | 16－20 | 2018年10月1日 - 10月5日   | 2.05        | 1.43        | 3.48     | 13.92%   | 3            |
| 5    | 21－25 | 2018年10月8日 - 10月12日  | 2.40        | 1.33        | 3.73     | 14.25%   | 2            |
| 6    | 26－29 | 2018年10月16日 - 10月19日 | 2.26        | 1.54        | 3.80     | 14.76%   | 2            |
| 7    | 30－36 | 2018年10月22日 - 10月28日 | 1.82        | 1.50        | 3.32     | 13.11%   | 3            |
| 全劇 |        |                           |             |             |          |          |              |

## 軼事
- 此劇是鍾嘉欣產後復出的劇集及她在無綫電視的暫別作，她其後於2020年重返無綫電視，復出後首部劇集為《星空下的仁醫》。
- 此劇是周勵淇在無綫電視的告別作。
- 此劇是丁子朗、楊埕及陳貝兒首部於無綫電視拍攝的劇集。
- 此劇是楊怡（時隔2年）、李婉華（時隔24年）及陳少邦（時隔6年）回巢無綫電視首部拍攝的劇集。
- 此劇是愛奇藝繼《踩過界》後再度與無綫電視合作的第二部劇集，亦是時隔11年無綫電視劇集再度登陸央視。
- 此劇「賀天生」一角曾建議由張繼聰飾演，因拍攝前被無綫電視「封殺」，故由郭晉安飾演。
- 此劇原定於2018年7月30日晚上9:30播映，後因內地審批問題，而改播《冒險王衛斯理之無名髮》和《特技人》，最後被安排於2018年9月10日播放。
- 中国大部分节目都要進行审核，令爱奇艺和央视的版本和香港TVB版本有些许不同，主要是许多色情画面（如黄子雄露股）被禁和剪輯，但香港和境外版本就沒有（但大馬Astro版將屁股糊掉）。[11]
- 鍾嘉欣在劇中亦有不少哭泣場面，觀眾笑言「見到她必定有喊戲」。（2008年的《溏心風暴之家好月圓》也是如此）[12]。

## 獎項提名

### 萬千星輝頒獎典禮2018
| 獎項               | 單位                               | 結果             |
| ------------------ | ---------------------------------- | ---------------- |
| 最佳劇集           | 再創世紀                           | 提名             |
| 最佳男主角         | 郭晉安                             | 提名             |
| 最佳男主角         | 袁偉豪                             | 提名（最後五強） |
| 最佳男主角         | 周柏豪                             | 提名             |
| 最佳女主角         | 楊怡                               | 提名（最後五強） |
| 最佳女主角         | 周勵淇                             | 提名             |
| 最佳男配角         | 胡楓                               | 提名             |
| 最佳男配角         | 丁子朗                             | 提名             |
| 最佳女配角         | 鄧佩儀                             | 提名             |
| 最受歡迎電視男角色 | 周柏豪                             | 提名             |
| 最受歡迎電視女角色 | 鄧佩儀                             | 提名             |
| 飛躍進步男藝員     | 丁子朗                             | 提名             |
| 飛躍進步女藝員     | 鄧佩儀                             | 提名             |
| 飛躍進步女藝員     | 湯洛雯                             | 提名             |
| 最受歡迎電視拍檔   | 周柏豪、袁偉豪、鄧佩儀             | 提名             |
| 最受歡迎劇集歌曲   | 烏托邦（主唱：周柏豪）             | 提名             |
| 最受歡迎劇集歌曲   | 只想與你在一起（主唱：Hana菊梓喬） | 提名             |
| 最受歡迎劇集歌曲   | 為何你要背叛我（主唱：吳若希）     | 提名             |

## 製作團隊
- 總監製及總導演：關樹明
- 出品人：彭健明、龔宇、杜之克、王衛平
- 總編審：冼少玲、蔡婷婷
- 編劇：文健輝、何珮中、馮日進、周曉紅、楊雪兒、鄭子濤
- 編導：黃肖英、關文琛、黃穎珊、姜振傑
- 助理編導：譚麗麗、潘啟揚、何文薏、潘毅成、李綺呈、黃沛崙、鄭婉儀
- 製作統籌：邱燕芳
- 出品：中央電視台，中國廣播影视出版社，爱奇艺，TVB
- 电视剧发行许可证号：广外合审字（2018）第003号
- 电视剧制作许可证号：甲第298号

## 外部連結
- 再創世紀 - 官方網站 （页面存档备份，存于）- TVB.COM
- 《再創世紀》億元鉅製隆重登場 卡士強勁再續傳奇 （页面存档备份，存于）- TVBUSA
- YouTube上的再創世紀播放列表- TVB (official)
- YouTube上的再創世紀播放列表- TVBUSAofficial
- 豆瓣电影上《再創世紀》的資料 （简体中文）